# 평형열역학
평형열역학은 열역학적 평형이라는 개념의 관점에서 시스템에서 물질과 에너지의 변환에 대한 체계적인 연구이다. 평형이라는 단어는 균형 상태를 의미한다. 평형열역학의 기원은 카르노 사이클의 분석에서 비롯된다. 여기에서 일반적으로 시스템은 초기에 내부 열역학적 평형 상태에 있는 가스 실린더와 같은 시스템이 연소 반응 에서 입력되는 열을 통해 균형을 벗어 난다. 그런 다음 일련의 단계를 통해 시스템이 최종 평형 상태로 안정되면서 작업이 추출된다.
평형 상태에서 시스템 내의 퍼텐셜 또는 추진력은 정확한 균형을 이룬다. 평형열역학의 중심 목표는 다음과 같다. 잘 정의된 초기 열역학적 평형 상태의 시스템이 주어지면 정확하게 지정된 제약 조건에 따라 제약 조건이 외부에서 부과된 개입에 의해 변경될 때 시스템의 상태가 어떻게 될 것인지 계산 일단 새로운 균형에 도달했다. 평형 상태는 시스템에 부과된 제약 조건에 따라 특성이 달라지는 열역학적 전위 함수의 극한값을 구함으로써 수학적으로 확인된다. 예를 들어, 일정한 온도와 압력에서 화학 반응은 구성 요소의 최소 깁스 자유 에너지와 최대 엔트로피에서 평형에 도달한다.
평형열역학은 비평형열역학과 다르다. 후자의 경우 조사 중인 시스템의 상태가 일반적으로 균일하지 않지만 소산 열역학 플럭스에 의해 구배가 부과됨에 따라 에너지, 엔트로피 및 온도 분포와 같이 국부적으로 변한다. 대조적으로 평형열역학에서 시스템의 상태는 온도, 압력 또는 부피와 같은 양으로 거시적으로 정의되어 전체적으로 균일한 것으로 간주된다. 시스템은 한 평형 상태에서 다른 평형 상태로의 변화 측면에서 연구된다. 이러한 변화를 열역학적 과정 이라고 한다.
Ruppeiner 기하학은 열역학을 연구하는 데 사용되는 정보 기하학 유형이다. 열역학 시스템은 리만 기하학으로 표현될 수 있으며 통계적 특성은 모델에서 파생될 수 있다고 주장한다. 이 기하학적 모델은 2차원 표면의 점으로 나타낼 수 있는 평형 상태가 존재하고 이러한 평형 상태 사이의 거리는 이들 사이의 변동과 관련이 있다는 아이디어에 기초한다.

## 같이 보기
- 비평형열역학
- 열역학

## 참고 문헌
- Adkins, C.J. (1983). Equilibrium Thermodynamics, 3rd Ed. Cambridge: Cambridge University Press.
- Cengel, Y. & Boles, M. (2002). Thermodynamics – an Engineering Approach, 4th Ed. (textbook). New York: McGraw Hill.
- Kondepudi, D. & Prigogine, I. (2004). Modern Thermodynamics – From Heat Engines to Dissipative Structures (textbook). New York: John Wiley & Sons.
- Perrot, P. (1998). A to Z of Thermodynamics (dictionary). New York: Oxford University Press.